# Súng Airsoft

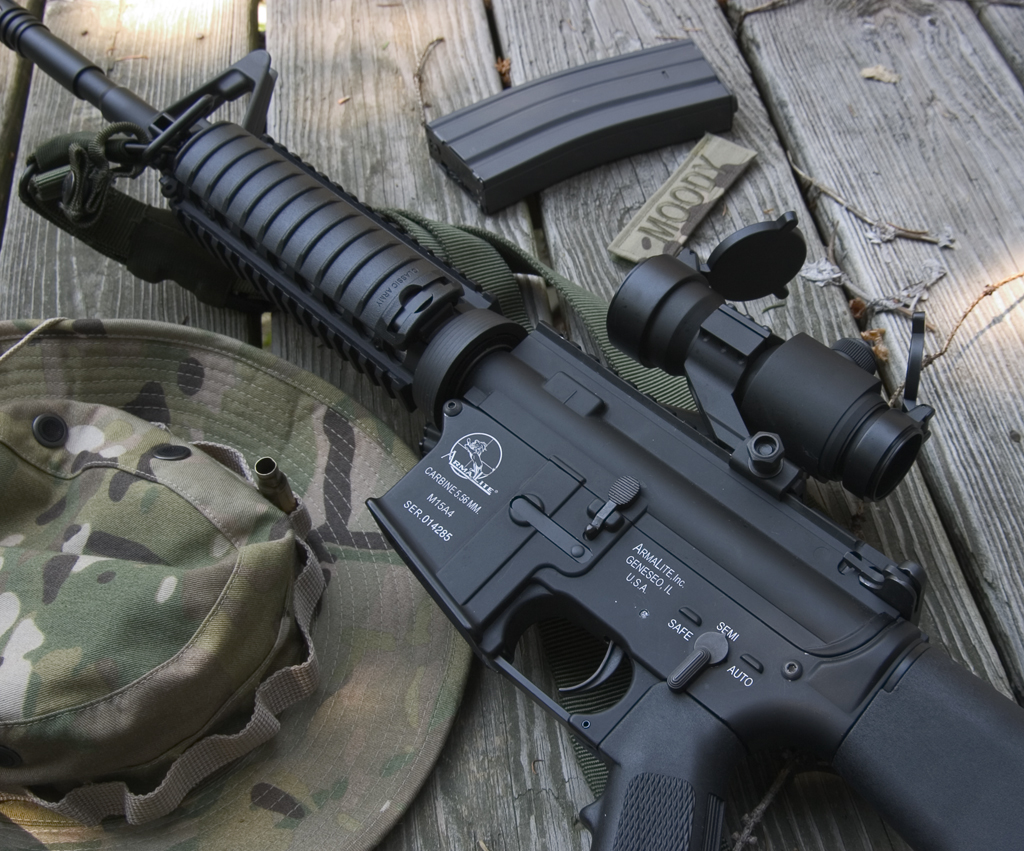
Classic Army M4 AEG với kính chấm điểm đỏ Aimpoint CompM2

Súng airsoft hay Súng hơi hạng nhẹ là loại đồ chơi sao chép vũ khí được sử dụng trong thể thao airsoft. Chúng là một loại súng hơi nòng trơn có công suất rất thấp được thiết kế để bắn các viên đạn hình cầu phi kim loại thường được gọi là "BB", thường được làm bằng nhựa hoặc nhựa phân hủy sinh học. Động cơ súng được thiết kế để có vận tốc mõm thấp (thường dưới 1,5 J, hoặc 1,1 ft 1.1 lb) và các viên đạn có độ xuyên thấu thấp hơn đáng kể, và sẽ an toàn nếu được sử dụng trong những môn thể thao và giải trí nếu trang bị đồ bảo hộ thích hợp.
Là vũ khí đồ chơi, súng airsoft thường có thể được thiết kế để thực sự giống với súng thật ở hình dáng bên ngoài, và rất khó để phân biệt với nhau mặc dù một số loại có nòng màu cam ở phía trước. Tuy nhiên, bất kể sự giống nhau của hình dáng bên ngoài, súng airsoft không thể được sửa đổi thành súng thật do cấu tạo và thiết kế của nó.

## Nhà sản xuất
Hiện tại, một số lượng lớn các nhà sản xuất súng airsoft đang có mặt trên thị trường, bao gồm 6 mm Proshop, AGM, ARES, ARMORER WORKS(WE Tech is the OEM), Asahi, ASG, A&K, APS, Army Armament, ATS, BG Tactical, Bolt, Both Elephant, Classic Army, C-TAC, CYMA, Cybergun, D-Boys, DeepFire, Double Eagle, DYTAC, E&L, E&C, Echo 1, EMG, T.I.E.R., G&G Armament, G&P, GHK, Ho Feng Corp, ICS, Jing Gong, Jin Peng, Galaxy, King Arms, KJ Works, Krytac, KWA, KWC, Lancer Tactical, Lonex, Lucid, Mad Bull Airsoft, LCT, Marushin, Maruzen, Magpul PTS, Matrix, Modify, NPOAEG, Polarstar, Pro Arms, Real Sword, RWA, Salient Arms, Shoei, Silesia Factory, Snow Wolf, S&T, SRC, Systema Engineering, Tokyo Marui, Tanaka Works, Umarex (Elite Force), Umbrella Armory, VFC, WE Tech, Wei-E Tech, Well, Western Arms, Crosman, và WinGun.
Công ty vũ khí SIG Sauer gần đây đã ngừng cấp phép cho các nhà sản xuất airsoft khác và thay vào đó bắt đầu giới thiệu dòng súng ngắn airsoft của riêng mình như một loại súng dùng để huấn luyện.
Loại súng airsoft bán chạy nhất là bản sao rất chi tiết của súng thật, được sản xuất và thiết kế bởi các công ty có trụ sở tại Đông Á như Nhật Bản, Đài Loan, Hàn Quốc, Hồng Kông và Trung Quốc, tuy nhiên, các nhà sản xuất ở châu Âu và Bắc Mỹ cũng tồn tại. Ngoài súng airsoft, các công ty đó cũng sản xuất những loại vũ khí khác như lựu đạn airsoft và mìn airsoft, cũng như phụ kiện của súng như kính ngắm, chân chống và nòng giảm thanh.
Những loại súng airsoft năng suất cao có ảnh hưởng lớn trên toàn toàn thế giới, được chế tạo bởi các công ty Umbrella Armory, Polar Star & Systema. Đặc điểm của loại này bao gồm tốc độ bắn nhanh, tầm bắn xa, độ ổn định và chính xác cao. Các tính năng này không phổ biến trên hầu hết các loại súng airsoft bán lẻ và vì vậy, giá cả của loại này thường rất tốn kém.